# Bistum Bjørgvin

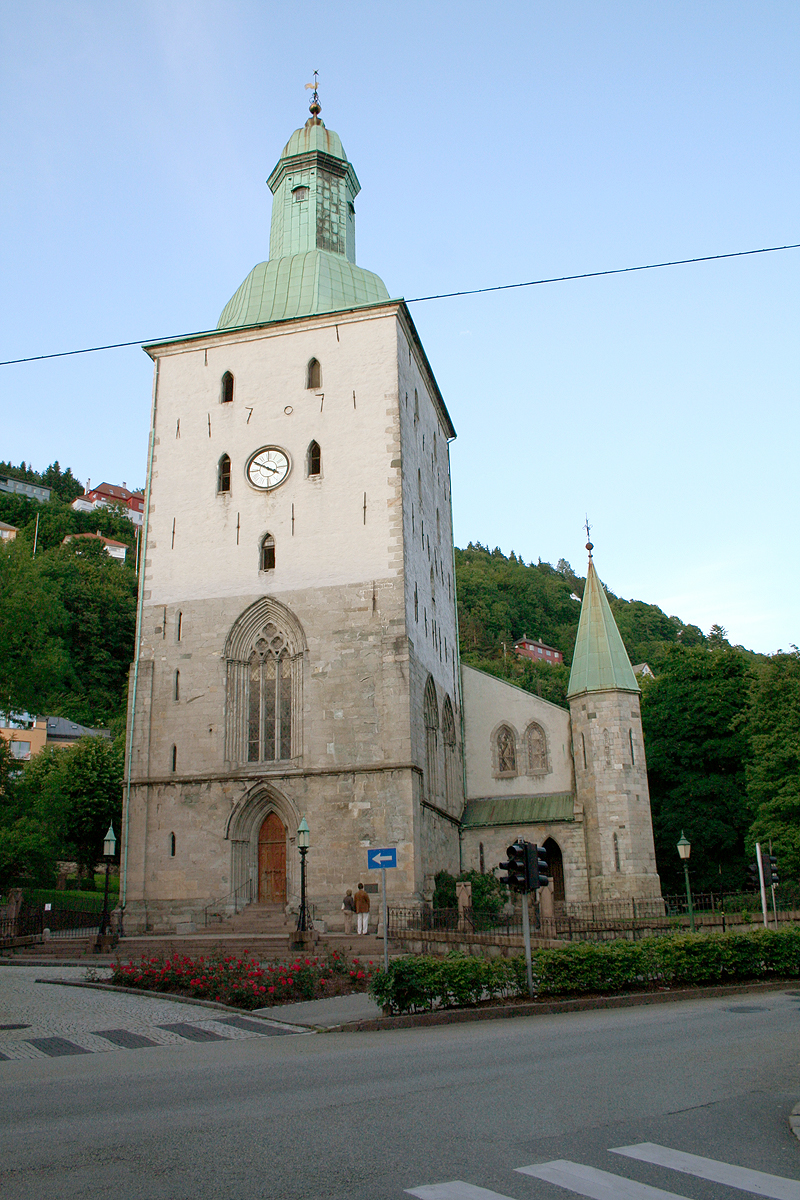
Der Dom St. Olav in Bergen

Das Bistum Bjørgvin (norwegisch: Bjørgvin bispedømme) ist eins der elf Bistümer der evangelisch-lutherischen Norwegischen Kirche. Bis zur Einführung der Reformation in Norwegen im Jahre 1536 war es eine römisch-katholische Diözese. Der Amtssitz des Bischofs ist in Bergen; Bjørgvin ist der ursprüngliche Name Bergens.

## Geschichte
Das Bistum wurde 1068 auf der Insel Selja in der heutigen Kommune Stad gegründet und später (formell 1170) nach Bergen verlegt; somit ist es mit dem Bistum Nidaros das älteste Bistum Norwegens. 1125 wurde der südliche Teil als Bistum Stavanger abgetrennt. Sunnmøre und Romsdal wurden im Mittelalter an das Bistum Nidaros abgegeben; Sunnmøre kehrte Anfang des 17. Jahrhunderts zum Bistum Bjørgvin zurück, wurde mit der Gründung des Bistums Møre 1983 aber wieder abgegeben.
Der im 12. Jahrhundert erbaute Dom zu Bergen ist die Kathedrale des Bistums.

Propsteien und Gemeinden im Bistum Bjørgvin

## Umfang
Das Bistum umfasst 170 Kirchengemeinden in 11 Propsteien (norwegisch prosti) im norwegischen Fylke Vestland. Hinzu kommen 32 Seemannskirchen im Ausland. Auf den 34.083 km² der Diözese leben knapp 630.000 Menschen, von denen 479 935 Mitglieder der Kirche sind (Zahlen von 2017).

## Bischöfe
- Liste der katholischen Bischöfe von Bjørgvin
- Liste der lutherischen Bischöfe von Bjørgvin